# Brushy Creek, Texas
Brushy Creek là một nơi ấn định cho điều tra dân số (CDP) thuộc quận Williamson, tiểu bang Texas, Hoa Kỳ. Năm 2010, dân số của nơi này là 21764 người.

## Dân số
- Dân số năm 2000: 15371 người.
- Dân số năm 2010: 21764 người.